# 복카치오 92
"복카치오 92"는 한국에서 제작된 김기영 감독의 1992년 에로 영화이다. 민지아 등이 주연으로 출연하였고 강미영 등이 제작에 참여하였다.

## 출연

### 주연
- 민지아
- 우아미

### 조연
- 김성수
- 김광배
- 김무쓰
- 오미경
- 박동룡
- 주상호
- 장선
- 오희찬
- 최민

## 기타
- 원작자: 임웅순
- 제작총지휘: 신승호
- 제작총지휘: 김영호
- 제작부장: 김태형
- 조명: 조길수
- 녹음: 이성근
- 미술: 조경환